# Злобино (станция)
Зло́бино — железнодорожная станция Красноярской железной дороги в городе Красноярске. Расположена на Транссибирской магистрали, на правом берегу Енисея рядом с Семафорной и Транзитной улицами.
На станции десять путей и три пассажирские платформы: две островных, расположенных по бокам от главных путей, и одна боковая, расположенная с южной стороны станции. С северной стороны третьей от вокзала платформы проходит третий путь перегона Злобино — Енисей. С южной стороны станции, у первой платформы, расположен вокзал, построенный в стиле сталинского ампира. Вокзал располагает залом ожидания и билетными кассами, в том числе и на поезда дальнего следования.
Через станционные пути переброшены два надземных перехода: западный соединяет все три платформы с Семафорной улицей, проходящей параллельно железной дороге, севернее её; восточный соединяет пассажирские платформы с Транзитной улицей, проходящей южнее железной дороги, также параллельно ей. Восточный переход не имеет выхода на Семафорную улицу.
На станции, помимо всех без исключения электропоездов, останавливаются и пассажирские поезда сообщением Красноярск — Абакан, Красноярск — Карабула и Красноярск — Северобайкальск. Пассажиропоток на станции достаточно большой, поскольку она расположена почти в центре правобережной части Красноярска.
От станции отходит много подъездных путей, в том числе и на завод «Красмаш». Железная дорога в обе стороны от станции Злобино — трёхпутная. На перегоне Злобино — Енисей третий путь проходит севернее основных двух, затем после платформы Первомайская переходит по путепроводу над основными путями на южную их сторону, сближаясь с ними возле платформы Студенческая. С 30 декабря 2014 года этот путь используется всеми чётными электропоездами — при следовании на восток. При отправлении со станции на восток электропоезда возвращаются на главный путь с пересечением нечётного направления.
С 4 июля по 18 ноября 2016 года станция являлась конечной для единственного электропоезда Красноярск — Злобино, который далее следовал на Дивногорск.